# Джабаль-Саїд (рудник)
Джабаль-Саїд (рудник) — підприємство рудної промисловості, яке працює на заході Саудівської Аравії.
Підприємство, що почало роботу в 2015 році, здійснює видобуток та збагачення мідних руд родовища Джабаль-Саїд. Підтверджені та ймовірні запаси проєкту станом на кінець 2018-го оцінено на рівні 21,1 млн тонн із середнім вмістом міді 2,39 %, крім того, ресурси всіх категорій (виміряні, показані та передбачені) оцінювались у 6,2 млн тонн із середнім вмістом міді 1,92 %. Хоча в рудному полі також наявні тіла з високим вмістом цинку, проте за первинним планом вони не є предметом розробки.
За проєктом розробки передбачалось щорічно випускати до 60 тисяч тонн міді в концентраті, а загальний накопичений видобуток за 16 років мав становити 635 тисяч тонн. При цьому в 2023-му інвестори проєкту анонсували проведення геологорозвідувальних робіт на розташованих неподалік ліцензійних блоках Джабаль-Саїд Південь та Умм-аль-Дамар, де сподіваються знайти додаткові ресурси.
Первісно комбінат мав річну потужність на рівні 1,8 млн тонн руди, проте вже наприкінці 2010-х узялися за проєкт розширення із завданням довести цей показник до 3 млн тонн. Важливим елементом цієї модернізації було облаштування додаткового комплексу зневоднення концентрату, оскільки розташування виробничого майданчику в пустелі потребувало максимально економного підходу до споживання води, яку доправляють автоцистернами з очисних споруд міста Медина.
Проєкт втілили через Ma'aden Barrick Copper Company, власниками якої на паритетних засадах є місцева Saudi Arabian Mining Company (Maaden) та канадська рудна Barrick Gold Corporation.